# Giorgos Masouras
Giorgos Masouras (grekiska: Γιώργος Μασούρας), född 1 januari 1994, är en grekisk fotbollsspelare som spelar för Olympiakos. Han representerar även det grekiska landslaget.